# Christine Chow Ma
Christine Chow Ma (Christine Chow Mei-ching), née le 30 novembre 1952, est une avocate taïwanaise née à Hong Kong et ancienne première dame de la république de Chine de 2008 à 2016. Elle est mariée à Ma Ying-jeou, l'ancien président de la république de Chine (Taïwan).

## Biographie
Christine Chow Ma naît en 1952 dans la colonie britannique de Hong Kong, avec des racines familiales à Nankin, dans la province du Jiangsu en Chine continentale. Elle est diplômée du lycée pour filles (en) de Taipei, puis obtient son bachelor en droit à l'université nationale de Chengchi, et une maîtrise en droit à la faculté de droit de l'université de New York.
Elle est une camarade de classe de lycée de la sœur de Ma Ying-jeou. Chow et Ma se sont marient à New York. Elle travaille ensuite comme assistante de recherche, bibliothécaire adjointe et même maître d'hôtel dans un restaurant chinois pour soutenir son mari qui est à la faculté de droit de Harvard.
Ils ont deux filles, Lesley (Ma Wei-chung) et Kelly (Ma Yuan-chung). Lesley naît en 1980 à New York alors que Ma fréquente Harvard. Elle termine ses études de premier cycle à l'université Harvard et obtient un diplôme à l'université de New York,. La plus jeune fille, Kelly, naît à Taïwan et poursuit ses études de premier cycle à l'université Brown dans le Rhode Island,.
Son mari est ensuite employé à la Mega International Commercial Bank (en) de Taïwan dans son service juridique. Lorsqu'il remporte l'élection présidentielle de 2008, Christine déclare qu'elle continuera tout de même son activité professionnel. À l'époque, le seul changement qu'elle apporte à son mode de vie est de se rendre au travail avec un chauffeur au lieu d'emprunter les transports en commun.
Cependant, son mari, dans une interview à CNN le 15 juillet 2008, déclare que sa femme va démissionner de son poste à la banque pour éviter tout conflit d'intérêts ou éveiller des soupçons pendant sa présidence[réf. nécessaire]. Sa démission marque un changement majeur pour la première dame alors axée sur sa carrière.

## Personnalité
Christine Chow est présentée comme un contraste frappant avec sa prédécesseur, la première dame de Chen Shui-bian, Wu Shu-chen (en). Christine est connue pour rester à l'écart des projecteurs politiques et rejoint rarement les épouses des fonctionnaires lors de rassemblements sociaux ou officiels. Elle déclare qu'elle ne va pas assumer les responsabilités "traditionnelles" de première dame, elle déclare cependant qu'elle va se charger de rencontrer et de saluer les dignitaires si elle en a le temps.